# Dotera
Dotera (jap. 褞袍) – tradycyjne japońskie ocieplane okrycie wierzchnie z szerokimi rękawami.